# Dimítrios Ploumís
Le métropolite Dimítrios Ploumís (en grec moderne : Δημήτριος Πλουμής) ou, selon son nom épiscopal, Dimítrios de France, né le 6 novembre 1979 à Thessalonique, est un théologien, évêque du Patriarcat œcuménique et enfin Métropolite de France à partir de 2021.
Il préside l'Assemblée des évêques orthodoxes de France, l'organisme de coordination des orthodoxes en France.

## Biographie
Il naît à Thessalonique, en 1979. Diplômé de l'École supérieure ecclésiastique de Thessalonique et du Département de théologie de l'École théologique de l'Université Aristote de Thessalonique, Dimitrios est ordonné diacre en 2001. En 2007 il devient dirigeant sacerdotal de l'église de Sainte Parascève à Xirokríni, au nord-ouest de Thessalonique. De 2007 à 2015, le clerc prend en charge l'église de l'Exaltation de la Sainte Croix à Oreókastro, dans la Métropole de Néapolis et Stavroupolis.
À l'invitation du métropolite Emmanuel de France, il dirige la paroisse de la Dormition-de-la-Mère-de-Dieu à Marseille, et devient ensuite commissaire hiérarchique du Sud de la France. Dimitrios Ploumis participe aux Commissions pour le dialogue interchrétien et les relations interreligieuses, y représentant la Métropole de France et le Patriarcat œcuménique,.

## Métropolite de France
Le 20 juillet 2021, il est élu par le Saint-Synode du Patriarcat œcuménique comme Métropolite de France, il est ordonné évêque par le Patriarche œcuménique Bartholomée le 25 du même mois dans la cathédrale patriarcale Saint-Georges au Phanar et est intronisé le samedi 18 septembre 2021 dans la cathédrale Saint-Étienne à Paris,,.
En septembre 2022, le clerc crée une commission d'enquête interne à la suite de la révélation de faits d'agressions sexuelles sur des mineurs et de pédocriminalité dans un monastère de sa juridiction lors des années 1970,,. Le prélat constate que les auteurs des crimes sont décédés et les faits prescrits mais exprime aux victimes son « profond effroi devant les horreurs subies et les souffrances endurées depuis ». Il leur propose, si elles le désirent, de le rencontrer. Il déclare que les responsables ont déshonoré leur charge.
Le 9 mars 2023, il participe à un dîner organisé par l'Élysée et Emmanuel Macron pour discuter de la question de l'euthanasie en compagnie d'autres philosophes et responsables religieux,. Un autre dîner sur la même question est organisé au début de l'année 2024,,.
Le 21 avril 2023, il se joint à l'evêque de Nanterre, Matthieu Rougé, pour exprimer son souhait que la date de célébration de Pâques entre catholiques et orthodoxes soit le même jour, afin de montrer l'unité des chrétiens,.
Il participe à l'ouvrage Religions et fin de vie : les témoignages des grandes voix religieuses,. Début novembre 2023, dans le cadre des tensions à la suite de la guerre à Gaza depuis 2023, il prend position contre l'antisémitisme,. Dans ce cadre, il rencontre le grand rabbin de France Haïm Korsia puis se rend aussi à la Grande mosquée de Paris pour y rencontrer le recteur, Chems-Eddine Hafiz,. En 2024, il s'engage ensuite dans des louanges chrétiennes destinées à accueillir la flamme olympique dans le cadre des Jeux olympiques d'été de 2024.
Au début de l'année 2025, Ploumís participe à une célébration œcuménique avec l'archevêque de Reims, Éric de Moulins-Beaufort, le pasteur Christian Krieger et l'archevêque arménien de France, Krikor Khachatrian. Il co-préside avec eux le Conseil d’Églises chrétiennes en France (CÉCEF).